# Micaela Feldman de Etchebéhère

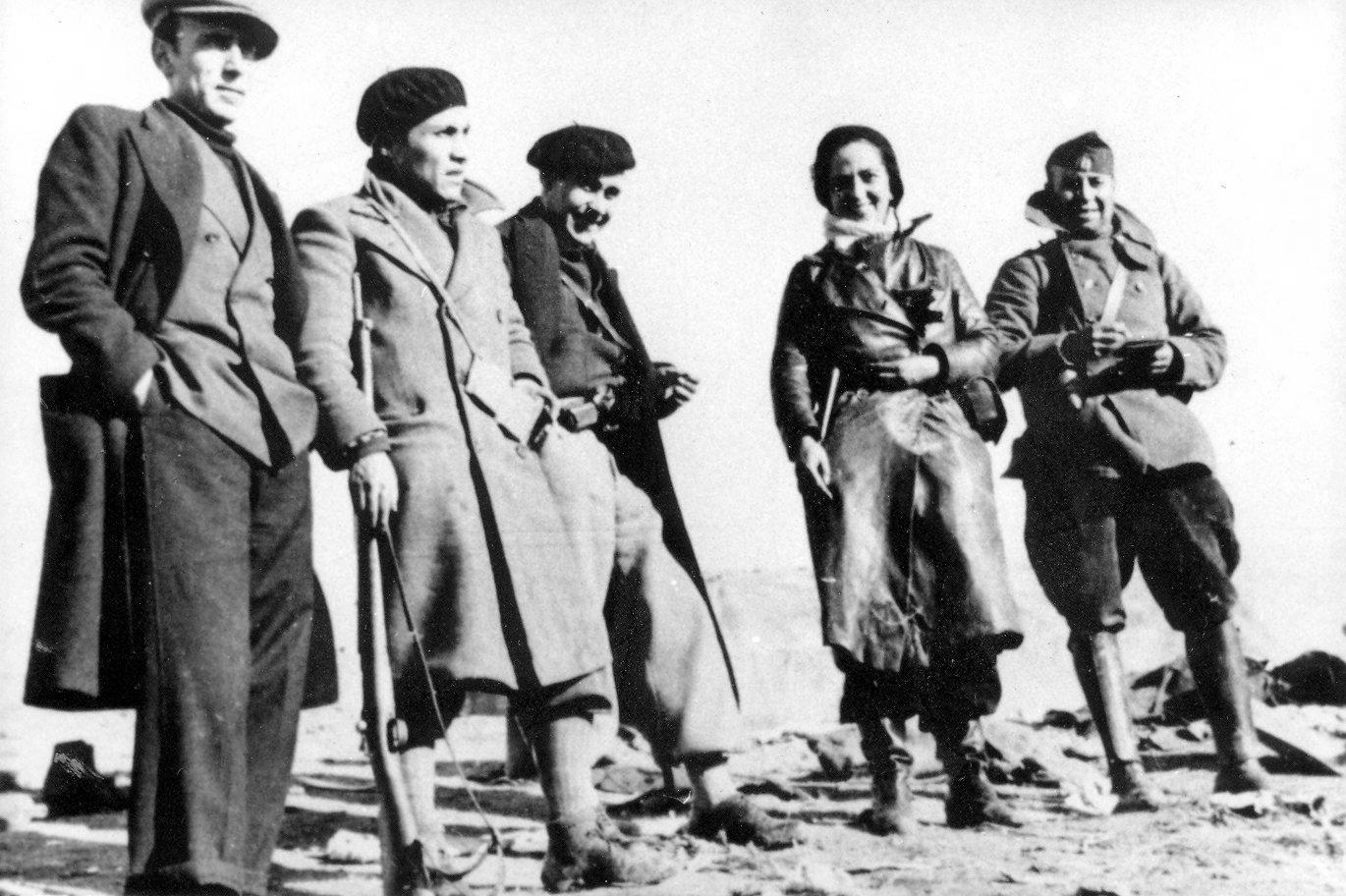
Mika Etchebéhère, 1936.

Mika Feldman de Etchebéhère (Micaela Feldman, Moisés Ville, provincia de Santa Fe, 14 de marzo de 1902-París, 7 de julio de 1992) fue una militante argentina que llegó a ser capitana de una milicia del POUM en la guerra civil española.

## Biografía
Mika Feldman nació en Moisés Ville, provincia de Santa Fe (Argentina), en el seno de una familia judía escapada de los pogromos de la época zarista en Rusia. Estudió Odontología en Buenos Aires y en los años universitarios militó activamente en diversos grupos políticos anarquistas, comunistas y socialistas. Por esa actividad política conoció a quien fue primero su compañero y luego su marido, Hipólito Etchebéhère, joven estudiante de Ingeniería, de origen francés. Juntos participaron en la creación de un grupo político alrededor de la revista Insurrexit y también juntos ingresaron en el Partido Comunista Argentino en 1924, militancia que solo duró dos años pues en 1926 son expulsados por sus desacuerdos con la política estalinista de PCA y por sus simpatías con la figura de León Trotski.
Pasaron cuatro años en la Patagonia, alternando el ejercicio de la odontología con la investigación, el estudio y la militancia política. En 1931 se trasladaron a Europa y tras unas breves estancias en España y Francia se instalaron en Berlín. Los años alemanes fueron de intensa actividad política y de relaciones con grupos comunistas y trotskistas. El ascenso de Hitler al poder y la derrota de los socialistas y de los comunistas les llevaron a trasladarse a París donde se relacionaron con el grupo Que Faire, de orientación trotskista. Entretanto, la salud de Hipólito siguió empeorando y la tuberculosis que le perseguía desde sus años de Buenos Aires dio la cara abiertamente y fue ingresado en un sanatorio. Este hecho decidió a la pareja casarse, pues de otro modo ella no podría visitarlo en el centro hospitalario. A la tradición francesa de que la mujer tome el apellido del marido se debe la frecuente confusión del personaje, unas veces conocida como Micaela (o Mika) Feldman, otras veces como Mika Etchebéhère, otras como Mika Feldman Etchebéhère o, y así se hace aquí, como Mika Feldman de Etchebéhère.
Con el triunfo del Frente Popular en España, decidieron instalarse en Madrid. En julio de 1936 ambos partieron en una columna formada por militantes del POUM, partido con el que se sentían identificados aunque nunca llegaron a ser militantes orgánicos. En el primer combate en el que participaron, la toma de Atienza, Hipólito murió y Mika ocupó su puesto. Por su valor, sentido común y su humanitarismo consiguió las estrellas de capitán y así será conocida, como La Capitana, por ser la única mujer extranjera que alcanzó ese rango en el ejército republicano. Su compañía se batió en la defensa primero de Sigüenza y después de Madrid, en Pineda de Húmera y en Cerro del Águila.
En abril de 1937 fue detenida en Madrid, enviada a una cheka e interrogada como trotskista y enemiga de la República. Gracias a las gestiones de sus amigos, especialmente del anarquista Cipriano Mera, fue puesta en libertad pero ya no se la permitió volver al ejército. Permaneció en Madrid hasta días antes de la caída de la ciudad. 
En abril del '39 ya estaba en París, pero la inminente toma de la capital francesa y su condición de judía y militante izquierdista le aconsejaron regresar a Buenos Aires, ciudad en la que permaneció hasta el final de la II Guerra Mundial. Desde 1945 hasta su muerte en 1992 vivió en Francia, entre París (donde participará en las protestas de 1968) y en la ciudad de Perigny. Sus últimos años los pasó en una residencia de mayores de la rue Alésia, precisamente en la misma habitación en la que había residido el escritor irlandés Samuel Beckett. A su muerte fue incinerada y sus restos esparcidos (clandestinamente) en el Sena por sus amigos franceses.

## Legado
Dejó un testimonio de su actividad durante la guerra como miliciana en un libro publicado en París en 1975, Ma guerre d'Espagne à moi, editado en español en el año 1976 por Plaza y Janes (reeditada en 2003 por Alikornio) con el título de Mi guerra de España. Testimonio de una miliciana al mando de una columna del POUM. En 2013 la Editorial Milena Caserola editó por primera vez en Argentina el libro Mi guerra de España.
En 2012 la escritora argentina Elsa Osorio publicó una novela, La Capitana, que recrea la vida de Mika Feldman.
En 2014 se estrenó el documental Mika, mi guerra de España dirigido por Fito Pochat y Javier Olivera y producido por Motoneta Cine.